# Большехвостый гракл
Большехвостый гракл (лат. Quiscalus mexicanus) — вид птиц семейства трупиаловых.

## Описание
Самцы похожи на обыкновенного гракла. Однако у них более длинные хвостовые перья, а их оперение от однотонного блестящего чёрного до сине-чёрного с металлическим отливом. У меньших по размеру самок оперение коричневое с более тёмными перьями на крыльях и хвосте. У обоих полов глаза жёлтые. Их сильные ноги с острыми когтями чёрные, как и клюв. У молодых птиц оперение похоже на взрослых самок, однако их глаза тёмно-коричневые.

## Распространение
Область распространения простирается с северо-востока и юга Калифорнии до Аризоны, Нью-Мехико, Техаса и Луизианы, к югу в Мексику и Мексиканский залив вплоть до севера Южной Америки. В течение последних лет область распространения расширилась в Северной Америке на север и на западе до Флориды. Большехвостый гракл населяет открытую территорию с небольшим количеством деревьев, поля, пастбища, мангры и парки в городах и пригородах. Его жизненные пространства часто находятся вблизи водоёмов.

## Питание
Большехвостый гракл держится днём чаще на земле и ищет корм. Они питаются семенами, плодами, насекомыми, маленькими рептилиями и амфибиями, а также маленькими рыбами, яйцами и птенцами. На полях они следуют за тракторами и зерноуборочными комбайнами, подбирая испуганных насекомых и семена. Фермеры считают птиц бедствием, когда они появляются на полях в больших стаях.

## Подвиды
Выделяют 8 подвидов:
- Quiscalus mexicanus mexicanus
- Quiscalus mexicanus nelsoni
- Quiscalus mexicanus monsoni
- Quiscalus mexicanus prosopidicola
- Quiscalus mexicanus graysoni
- Quiscalus mexicanus obscurus
- Quiscalus mexicanus loweryi
- Quiscalus mexicanus peruvianus